# Rajd Cypru 2001

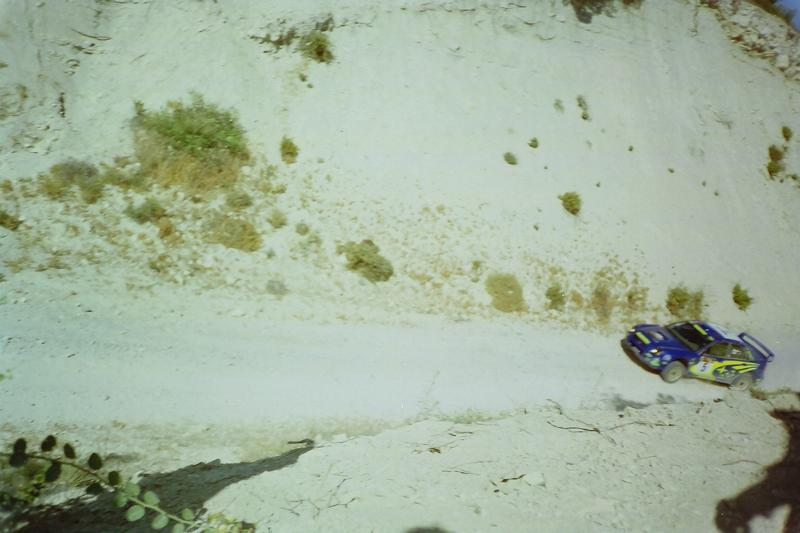
Richard Burns podczas rajdu

Rezultaty Rajdu Cypru (29th Cyprus Rally), eliminacji Rajdowych Mistrzostw Świata w 2001 roku, który odbył się w dniach 1 czerwca - 3 czerwca. Była to szósta runda czempionatu w tamtym roku i trzecia szutrowa, a także szósta w Production World Rally Championship. Bazą rajdu było miasto Limassol. Zwycięzcami rajdu została brytyjska załoga Colin McRae i Nicky Grist w Fordzie Focusie WRC. Wyprzedzili oni rodaków Richarda Burnsa i Roberta Reida w Subaru Imprezie WRC oraz Hiszpanów Carlosa Sainza i Luísa Moyę w Fordzie Focusie WRC. Z kolei w Production WRC zwyciężyła urugwajsko-argentyńska załoga Gustavo Trelles i Jorge del Buono, jadący Mitsubishi Lancerem Evo VI.
Rajdu nie ukończyło siedmiu kierowców fabrycznych. Kierowca Peugeota 206 WRC Fin Marcus Grönholm odpadł na 18. odcinku specjalnym z powodu niskiego poziomu oleju. Jego partner z zespołu Peugeota, Francuz Didier Auriol, wycofał się z rajdu na 10. odcinku specjalnym z powodu przegrzania się silnika. Szwed Kenneth Eriksson jadący Hyundaiem Accentem WRC zrezygnował z jazdy po awarii alternatora na 9. odcinku specjalnym. Rajdu nie ukończył też Norweg Petter Solberg w Subaru Imprezie WRC, któremu na 6. oesie zapalił się samochód. Fin Tommi Mäkinen w Mitsubishi Lancerze Evo VI miał wypadek na 4. odcinku specjalnym. Francuz François Delecour w Fordzie Focusie WRC wycofał się na 11. oesie na skutek awarii silnika. Z kolei trzeci kierowca Peugeota, Fin Harri Rovanperä, zrezygnował z jazdy na 2. oesie z powodu awarii zawieszenia.

## Klasyfikacja ostateczna
| Miejsce                     | Zawodnik                  | Pilot                     | Samochód                    | Czas                      | Strata                    | Grupa                     | Punkty                    |
| WRC (pierwsza dziesiątka)   | WRC (pierwsza dziesiątka) | WRC (pierwsza dziesiątka) | WRC (pierwsza dziesiątka)   | WRC (pierwsza dziesiątka) | WRC (pierwsza dziesiątka) | WRC (pierwsza dziesiątka) | WRC (pierwsza dziesiątka) |
| --------------------------- | ------------------------- | ------------------------- | --------------------------- | ------------------------- | ------------------------- | ------------------------- | ------------------------- |
| 1.                          | Colin McRae               | Nicky Grist               | Ford Focus WRC              | 5:07:32.7                 |                           | A8 M                      | 10                        |
| 2.                          | Richard Burns             | Robert Reid               | Subaru Impreza WRC          | 5:07:49.1                 | +16.4                     | A8 M                      | 6                         |
| 3.                          | Carlos Sainz              | Luís Moya                 | Ford Focus WRC              | 5:07:59.2                 | +26.5                     | A8 M                      | 4                         |
| 4.                          | Toshihiro Arai            | Glenn MacNeall            | Subaru Impreza WRC          | 5:13:11.0                 | +5:38.3                   | A8                        | 3                         |
| 5.                          | Freddy Loix               | Sven Smeets               | Mitsubishi Carisma GT Evo 6 | 5:13:42.9                 | +6:10.2                   | A8 M                      | 2                         |
| 6.                          | Pasi Hagström             | Tero Gardemeister         | Toyota Corolla WRC          | 5:17:05.2                 | +9:32.5                   | A8                        | 1                         |
| 7.                          | Alister McRae             | David Senior              | Hyundai Accent WRC          | 5:18:08.3                 | +10:35.6                  | A8 M                      |                           |
| 8.                          | Bruno Thiry               | Stéphane Prévot           | Škoda Octavia WRC           | 5:19:10.7                 | +11:38.0                  | A8 M                      |                           |
| 9.                          | Armin Schwarz             | Manfred Hiemer            | Škoda Octavia WRC           | 5:20:20.8                 | +12:48.1                  | A8 M                      |                           |
| 10.                         | Abdullah Bakhashab        | Bobby Willis              | Toyota Corolla WRC          | 5:29:44.8                 | +22:12.1                  | A8                        |                           |
| PWRC (punktujący zawodnicy) |                           |                           |                             |                           |                           |                           |                           |
| 1. (11.)                    | Gustavo Trelles           | Jorge del Buono           | Mitsubishi Lancer Evo VI    | 5:34:44.0                 |                           | N4                        | 10                        |
| 2. (12.)                    | Manfred Stohl             | Peter Müller              | Mitsubishi Lancer Evo VI    | 5:38:38.7                 | +3:54.7                   | N4                        | 6                         |
| 3. (13.)                    | Gabriel Pozzo             | Daniel Stillo             | Mitsubishi Carisma Evo VI   | 5:43:31.7                 | +8:47.7                   | N4                        | 4                         |
| 4. (14.)                    | Alistair Ginley           | John Bennie               | Mitsubishi Lancer Evo VI    | 5:52:55.1                 | +18:11.1                  | N4                        | 3                         |
| 5. (15.)                    | Nicholas Mandrides        | Yoannis Ioannou           | Mitsubishi Lancer Evo VI    | 5:55:43.6                 | +20:59.6                  | N4                        | 2                         |
| 6. (16.)                    | Charalambos Timotheou     | Savvas Laos               | Subaru Impreza 555          | 5:56:27.0                 | +21.43.0                  | N4                        | 1                         |

1. ↑  Litera M przy oznaczeniu grupy do której należy samochód oznacza, iż tylko ci kierowcy zdobywali punkty dla swoich zespołów liczonych w klasyfikacji producentów na koniec sezonu.

## Zwycięzcy odcinków specjalnych
| Dzień     | Odcinek | G. rozp. | Nazwa             | Długość  | Zwycięzca         | Czas    | Lider rajdu     |
| --------- | ------- | -------- | ----------------- | -------- | ----------------- | ------- | --------------- |
| 1 (1 CZE) | SS1     | 08:48    | Platres           | 11.48 km | Petter Solberg    | 9:31.4  | Petter Solberg  |
| 1 (1 CZE) | SS2     | 09:23    | Foini 1           | 30.29 km | Marcus Grönholm   | 27:51.0 | Marcus Grönholm |
| 1 (1 CZE) | SS3     | 11:31    | Simou             | 35.57 km | Marcus Grönholm   | 31:13.0 | Marcus Grönholm |
| 1 (1 CZE) | SS4     | 12:39    | Selladi Staktou   | 19.29 km | Petter Solberg    | 16:37.6 | Marcus Grönholm |
| 1 (1 CZE) | SS5     | 15:32    | Prastio           | 11.06 km | François Delecour | 6:40.2  | Marcus Grönholm |
| 1 (1 CZE) | SS6     | 16:15    | Foini 2           | 30.29 km | François Delecour | 27:36.8 | Marcus Grönholm |
| 2 (2 CZE) | SS7     | 09:18    | Platres 1         | 11.99 km | Carlos Sainz      | 9:45.0  | Richard Burns   |
| 2 (2 CZE) | SS8     | 09:56    | Stavroulia 1      | 15.73 km | Carlos Sainz      | 16:53.3 | Richard Burns   |
| 2 (2 CZE) | SS9     | 10:39    | Agios Theodoros 1 | 9.61 km  | Didier Auriol     | 9:29.8  | Richard Burns   |
| 2 (2 CZE) | SS10    | 11:07    | Asinou 1          | 15.65 km | Carlos Sainz      | 14:51.8 | Richard Burns   |
| 2 (2 CZE) | SS11    | 14:22    | Platres 2         | 11.99 km | Carlos Sainz      | 9:47.6  | Richard Burns   |
| 2 (2 CZE) | SS12    | 15:00    | Stavroulia 2      | 15.73 km | Colin McRae       | 16:44.3 | Colin McRae     |
| 2 (2 CZE) | SS13    | 15:43    | Agios Theodoros 2 | 9.61 km  | Carlos Sainz      | 9:30.7  | Colin McRae     |
| 2 (2 CZE) | SS14    | 16:11    | Asinou 2          | 15.65 km | Carlos Sainz      | 14:48.2 | Richard Burns   |
| 3 (3 CZE) | SS15    | 09:38    | Vavatsinia 1      | 19.02 km | Marcus Grönholm   | 17:17.0 | Richard Burns   |
| 3 (3 CZE) | SS16    | 10:26    | Macheras 1        | 13.09 km | Colin McRae       | 11:41.2 | Colin McRae     |
| 3 (3 CZE) | SS17    | 11:09    | Lageia 1          | 9.53 km  | Colin McRae       | 8:37.3  | Colin McRae     |
| 3 (3 CZE) | SS18    | 11:36    | Mari 1            | 7.07 km  | Richard Burns     | 4:36.1  | Colin McRae     |
| 3 (3 CZE) | SS19    | 14:16    | Vavatsinia 2      | 19.02 km | Colin McRae       | 16:59.8 | Colin McRae     |
| 3 (3 CZE) | SS20    | 15:04    | Macheras 2        | 13.11 km | Carlos Sainz      | 11:36.0 | Colin McRae     |
| 3 (3 CZE) | SS21    | 15:47    | Lageia 2          | 9.53 km  | Colin McRae       | 8:37.5  | Colin McRae     |
| 3 (3 CZE) | SS22    | 16:14    | Mari 2            | 7.07 km  | Richard Burns     | 4:35.5  | Colin McRae     |

## Klasyfikacja po 6 rundach
Tabele przedstawiają tylko pięć pierwszych miejsc.

### Kierowcy
| Lp. | Kierowca      | Pkt |
| --- | ------------- | --- |
| 1   | Tommi Mäkinen | 27  |
| 2   | Carlos Sainz  | 26  |
| 3   | Colin McRae   | 20  |
| 4   | Richard Burns | 15  |
| 5   | Didier Auriol | 10  |

### Producenci
| Lp. | Producent                    | Pkt |
| --- | ---------------------------- | --- |
| 1   | Ford Martini                 | 50  |
| 2   | Marlboro Mitsubishi Ralliart | 47  |
| 3   | Subaru World Rally Team      | 22  |
| 4   | Peugeot Total                | 20  |
| 5   | Hyundai Castrol WRT          | 10  |